# Vincristine
Vincristine, còn được gọi là leurocristine và được bán trên thị trường dưới tên thương hiệu Oncovin và còn một số tên khác nữa, là một loại thuốc hóa trị liệu được sử dụng để điều trị một số loại ung thư. Điều này bao gồm bệnh bạch cầu lymphocytic cấp tính, bệnh bạch cầu myeloid cấp tính, bệnh Hodgkin, u nguyên bào thần kinh và ung thư phổi tế bào nhỏ cùng với một số các bệnh khác. Chúng được đưa vào cơ thể bằng cách tiêm tĩnh mạch.
Hầu hết mọi người đều gặp một số tác dụng phụ cho việc điều trị với vincristine. Thông thường, chúng gây ra một số thay đổi trong cảm giác, rụng tóc, táo bón, khó đi lại và đau đầu. Tác dụng phụ nghiêm trọng có thể bao gồm đau thần kinh, tổn thương phổi hoặc giảm lượng tế bào máu trắng thấp làm tăng nguy cơ nhiễm trùng. Thuốc này có thể sẽ gây hại cho em bé nếu được sử dụng trong khi mang thai. Chúng hoạt động bằng cách ngăn cản các tế bào phân chia đúng cách.
Vincristine lần đầu tiên được phân lập vào năm 1961. Nó nằm trong danh sách các thuốc thiết yếu của Tổ chức Y tế Thế giới, tức là nhóm các loại thuốc hiệu quả và an toàn nhất cần thiết trong một hệ thống y tế. Chi phí bán buôn ở các nước đang phát triển là từ 1,80 đến 42,60 USD/liều. Nó là một alkaloid vinca có thể thu được từ cây dừa cạn Madagascar, tên khoa học là Catharanthus roseus.